# Ectropothecium seubertii
Ectropothecium seubertii är en bladmossart som beskrevs av Fleischer 1923. Ectropothecium seubertii ingår i släktet Ectropothecium och familjen Hypnaceae. Inga underarter finns listade i Catalogue of Life.